# Richard Dölker
Richard Dölker (Künstlername „Riccardo Dölker“; * 18. Juni 1896 in Schömberg im Schwarzwald; † 7. November 1955 in Kohlgraben, Vacha) war ein deutscher Grafiker und Textilgestalter. Er gilt als Begründer der  modernen Batik-Malerei.

## Leben und Wirken

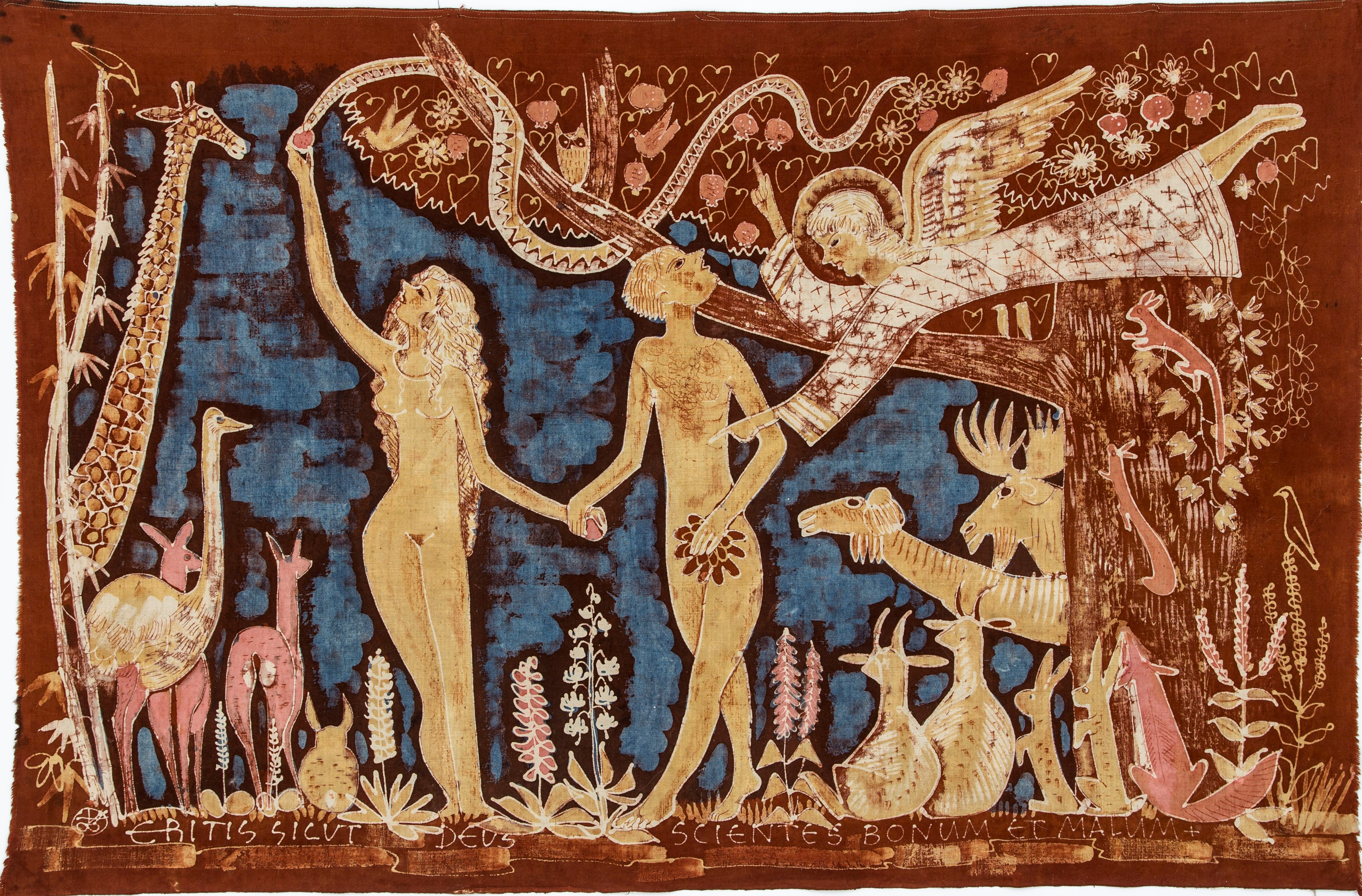
Paradies (Batik von Richard Dölker)

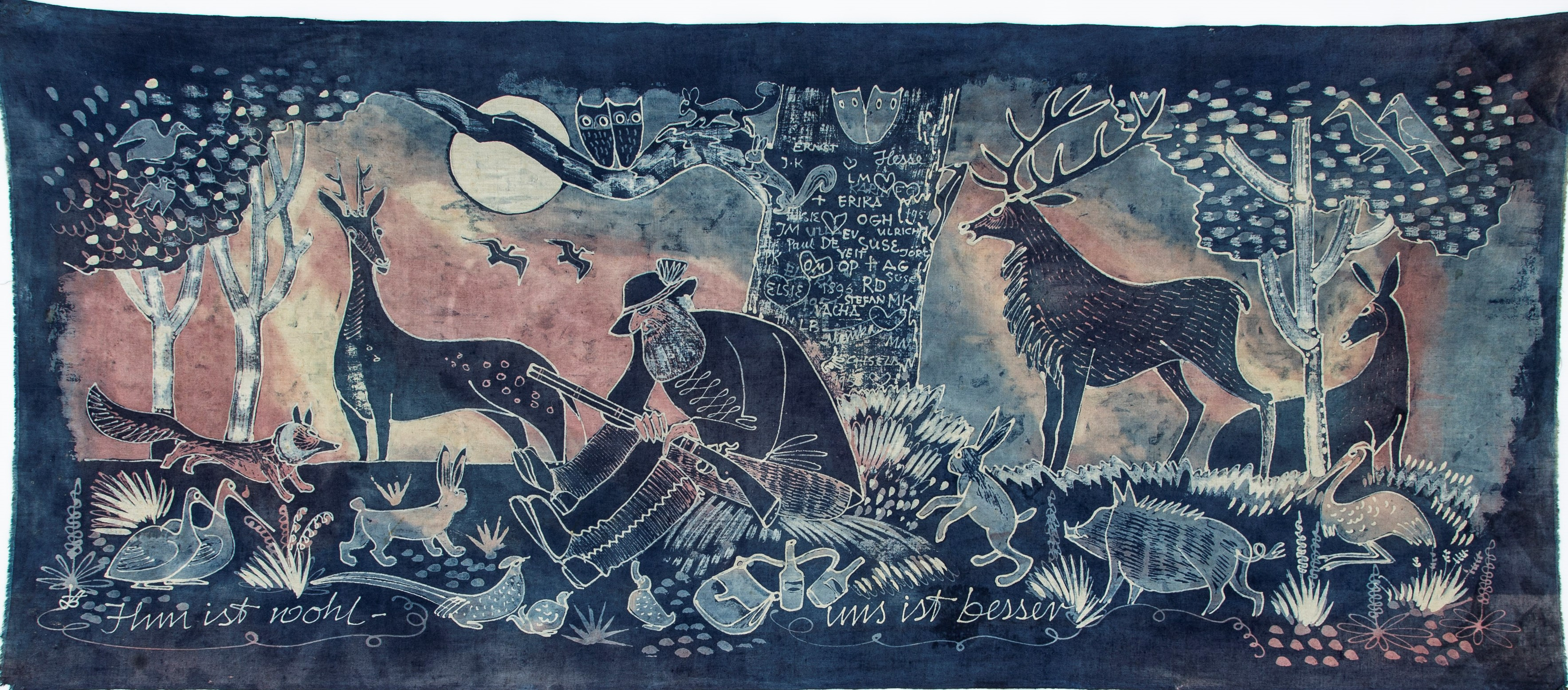
Ihm ist wohl, uns ist besser (Batik von Richard Dölker)

Richard Dölker wurde in Schömberg als siebtes Kind des evangelischen Pfarrers Georg Dölker (1853–1932) geboren. Er besuchte zunächst das Gymnasium in Esslingen am Neckar (das heutige Georgii-Gymnasium). Anschließend absolvierte er von 1912 bis 1914 die Württembergische Staatliche Kunstgewerbeschule in Stuttgart mit dem Schwerpunkt Grafik. Von 1914 bis 1918 nahm er als Soldat am Ersten Weltkrieg teil. Nach Beendigung des Kriegs studierte er noch zwei Semester an der Kunstgewerbeschule in Stuttgart.
Von 1920 bis 1924 folgte eine Wanderschaft, auf der er Land und Leute skizzierte, durch Süditalien, Sardinien, Sizilien und Capri, bis er ab 1925 in Vietri sul Mare als Keramiker unter dem Künstlernamen Riccardo Dölker sesshaft wurde. In diesem Töpferort dominierte bis dahin eine traditionelle Keramik mit Ornament-Motiven. Dölker hingegen entwarf Kleinplastiken und schmückte Wandteller und Fliesenbilder mit Motiven aus der Antike und mit Szenen aus dem täglichen Leben. Es entstand am Ort eine deutsche Künstlerkolonie, die er wesentlich prägte. Die Künstlerkolonie war eng verbunden mit der in den Jahren 1926/1927 von dem deutsch-jüdischen Unternehmer Max Melamerson gegründeten Keramik-Fabrik, der „I.C.S“ (Industria Ceramica Salernitana/Keramische Industrie Salernitana). Hier wirkte Richard Dölker als künstlerischer Leiter.
1927 heiratete er Elsie Schwarz-Dölker (geboren 1905 in Prag, gestorben 1977), die als Tochter eines Kunstschreiners und -sammlers in Aachen 1923 bis 1926 Modellierkunst studiert hatte und später Majolika-Figuren schuf.
Inspiriert durch eine Ausstellung indonesischer und javanischer Batiken im Vatikan im Jahr 1928 begann Richard Dölker 1930 mit der Batik-Malerei als einer neuen Kunst-Richtung. Er wurde mit der Motiv-Reihe Capri-Fischer allgemein bekannt.
1933 zog die Familie (inzwischen mit drei Söhnen) nach Luino am Lago Maggiore, wo 1934 ihre Tochter Susanne geboren wurde.
Aufgrund wirtschaftlicher Probleme zog die Familie 1935 in die Rhön und übernahm das Gehöft „Kohlgraben“, das heute zur Stadt Vacha gehört, von einer jüdischen Mitarbeiterin, die in die USA auswanderte. Das Gehöft wurde bereits 1330 urkundlich erwähnt. Hier wurden zwei weitere Söhne geboren. Hier wohnte und arbeitete die Familie Dölker bis zum Tod von Richard Dölker im Jahr 1955 bzw. bis zur Übersiedlung von Elsie Schwarz-Dölker und ihrer Tochter Susanne im Jahr 1961 nach Winzenweiler, einem Ortsteil von Gaildorf.
Von 1940 bis 1946 wurde das künstlerische Schaffen von Richard Dölker durch Kriegsdienst und Kriegsgefangenschaft unterbrochen. In den Sommermonaten ab 1950 gab Herr Dölker in der Werkstatt am „Kohlgraben“ Zeichen- und Batikkurse.
1955 starb Richard Dölker nach einem Krebsleiden. Das künstlerisch gestaltete Grab von Richard Dölker befindet sich auf dem Friedhof von Völkershausen. Das aus Eisenblech in scherenschnittartigen Mustern gestaltete Grabdenkmal wurde vom Kunstschmied Günther Laufer gefertigt.
Richard Dölker gestaltete Bildbatiken mit Motiven aus der Mythologie, Geschichte, der Bibel, Szenen aus dem italienischen und deutschen Volksleben und aus der Tierwelt. Eine Ausstellung im Grassimuseum, dem Museum des Kunsthandwerks in Leipzig, 1951 sowie Ausstellungen in Düsseldorf, Oberhausen, Stuttgart und Karlsruhe machten ihn bekannt. Nach seinem Tod folgten Ausstellungen 1955 in Erfurt, 1956 in Berlin (Deutsche Bücherstube), 1980 und 1981 in Leipzig und Erfurt, 1998 sowie 2016 in der Galerie Smend in Köln. Seit 2021 befindet sich der künstlerische Nachlass von Richard Dölker im Grassimuseum. Neben einigen
Keramiken gehören dazu vor allem großformatige gebatikte Wandbehänge mit wichtigen ergänzenden Dokumenten und Entwurfszeichnungen auf Papier. Mit 611 Arbeiten auf Papier aus dem Nachlass von Richard Dölker kann das Grassimuseum jede seiner Schaffensphasen präsentieren. Dölker ist mit seinen Batiken in der Textilsammlung in der Dauerausstellung des Museums vertreten.
Die Tochter Susanne Dölker setzte ab 1956 die Tradition ihrer Eltern fort mit einer Batik-Werkstatt in Winzenweiler, einem Ortsteil von Gaildorf.

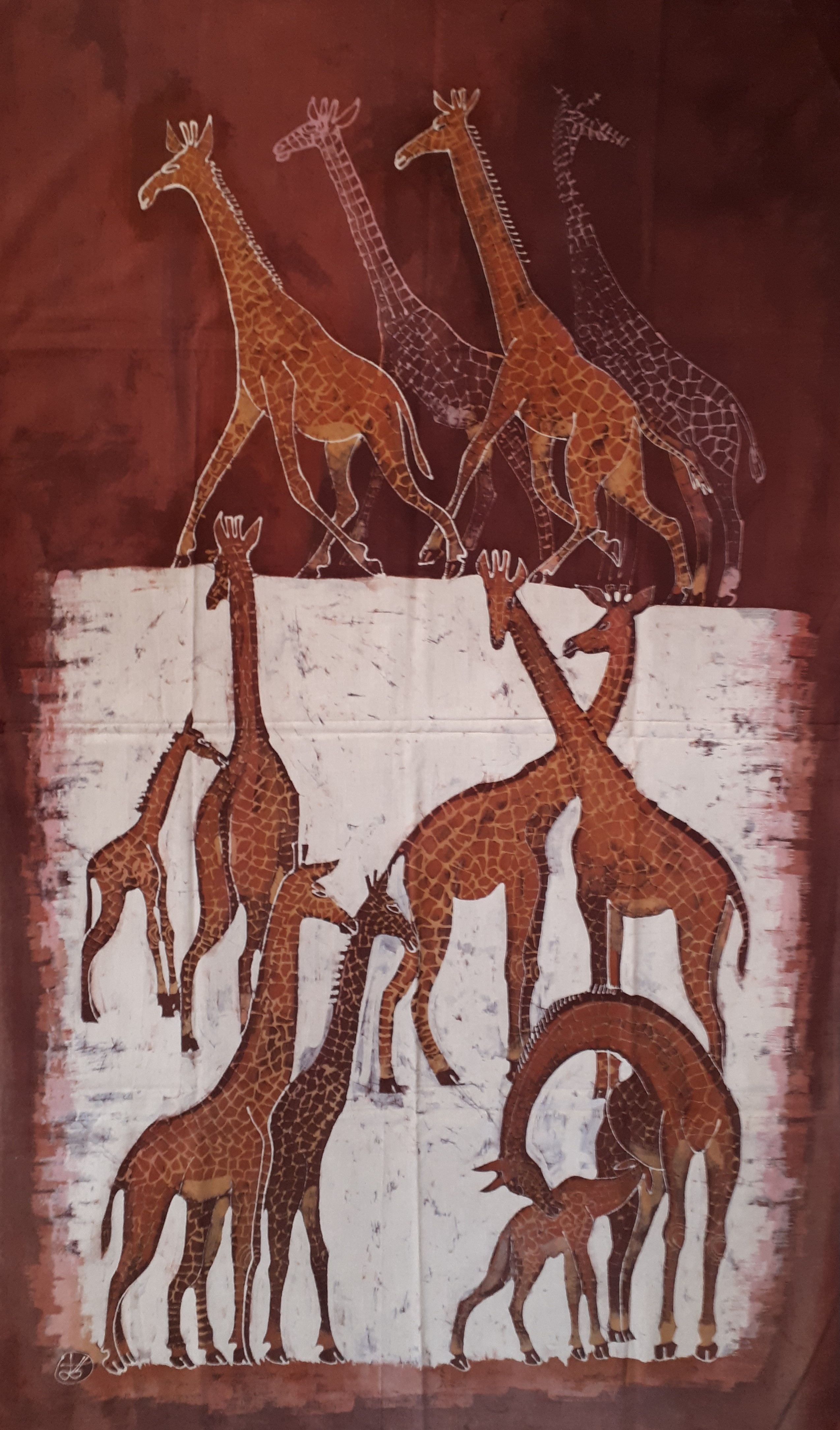
Giraffen (Batik)
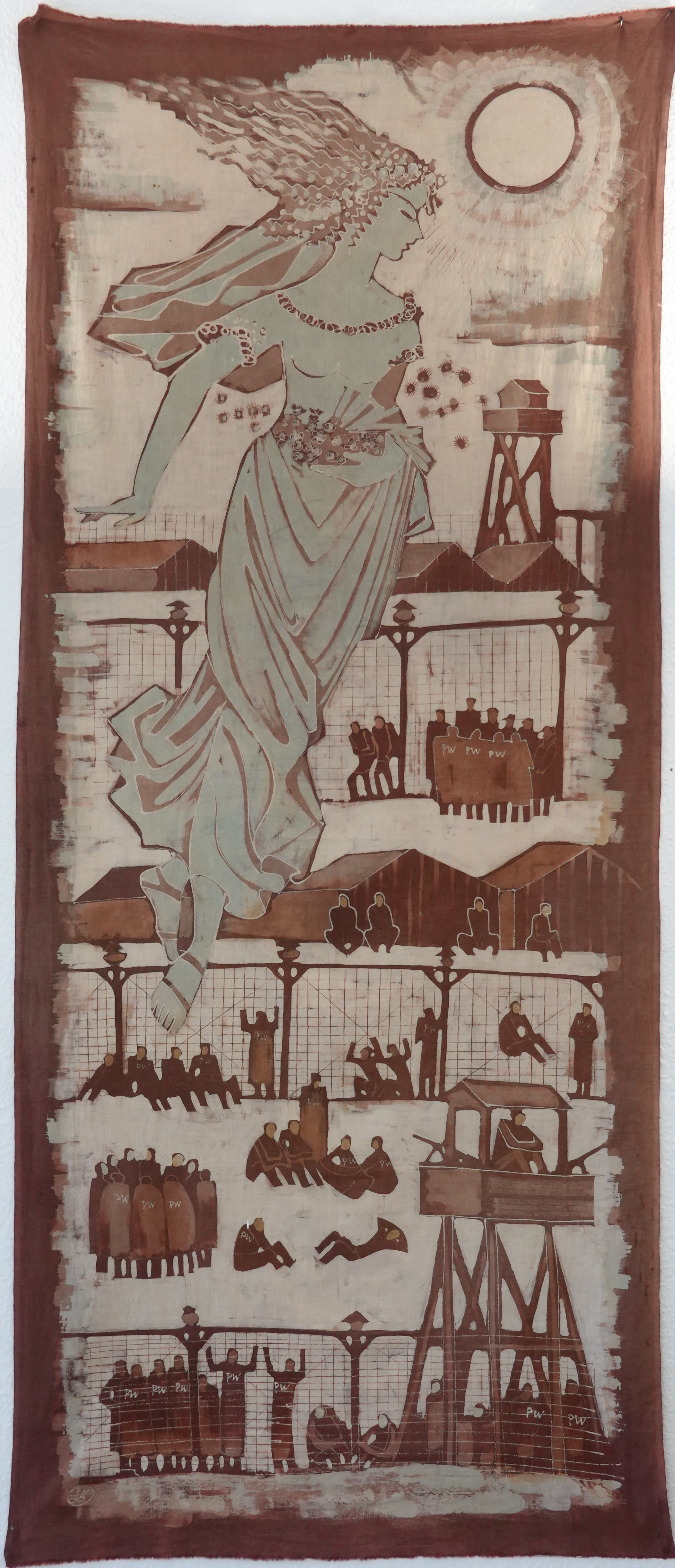
Frühling im Gefangenenlager (Batik)
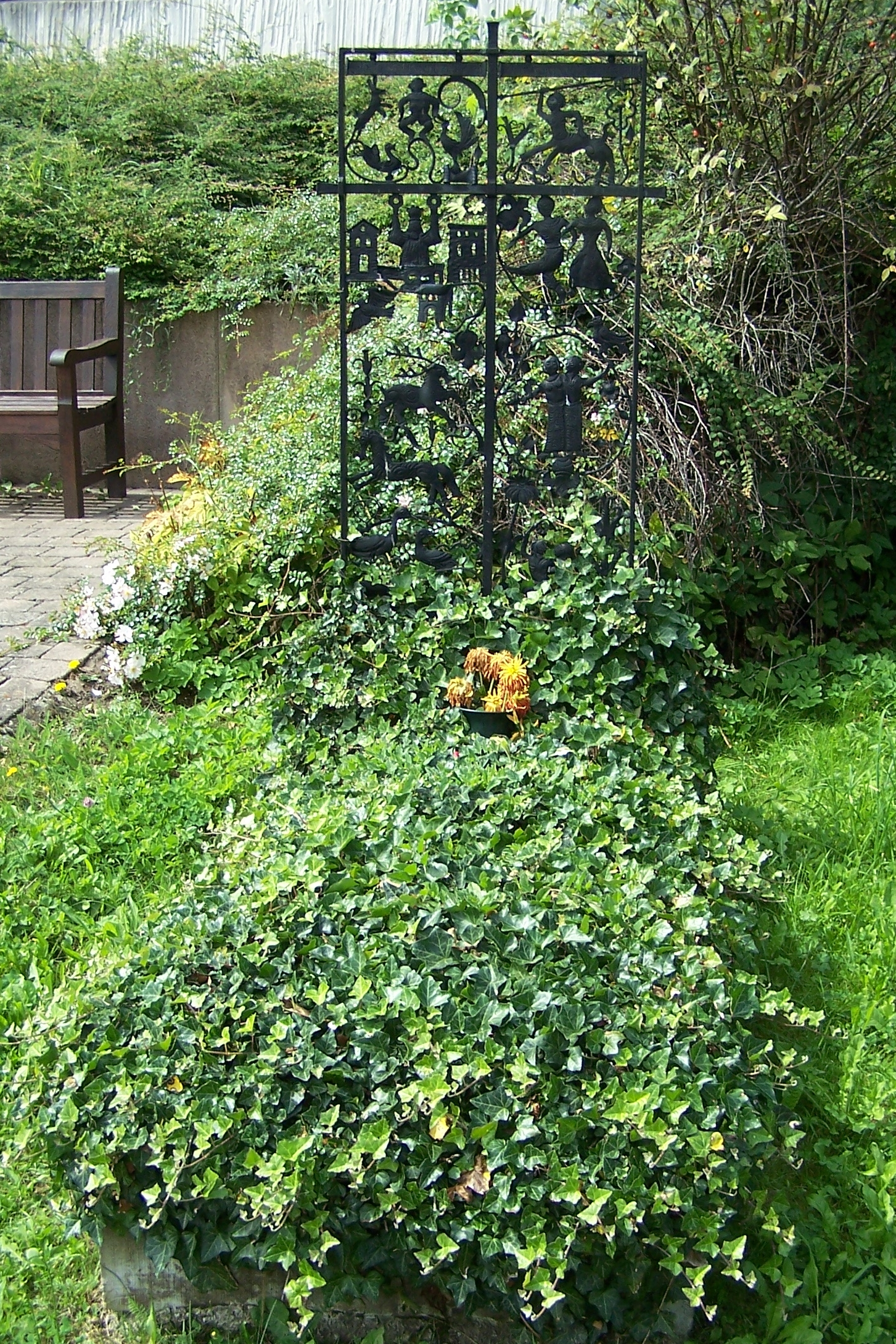
Grab von Richard Dölker in Völkershausen